# Paul Mees

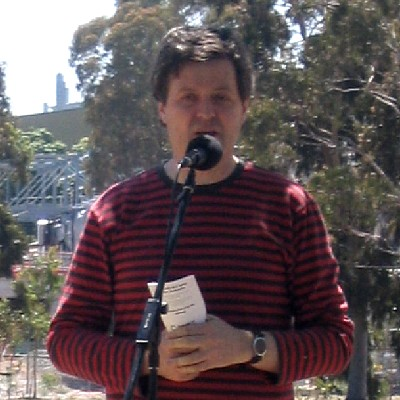
Paul Mees en 2006.

Paul Mees (20 de marzo de 1961 - 19 de junio de 2013) fue un académico australiano, que se especializa en la planificación urbana y el transporte público.
Mees murió el 19 de junio de 2013, 14 meses después del diagnóstico de cáncer de riñón. Él tenía 52 años de edad. En el momento de su muerte, fue profesor asociado en la Escuela de Global, Urbano y Estudios Sociales de la Universidad RMIT.
Un educador comprometido e investigador prolífico, Mees fue también muy conocido fuera de los círculos académicos por su defensa y activismo en apoyo del transporte público como medio de transporte sostenible, en particular en las zonas urbanas. Tanto en su campaña y el trabajo académico Mees enfrentó intereses poderosos, cuestionó el statu quo y desafiado las percepciones comunes de la comunidad de buenas políticas y prácticas - a menudo cortehando polémicamente. Fue la fusión distintiva de sus logros como un erudito y como activista que estableció a Mees, aparte de muchos de sus pares académicos.
Poco después de su muerte, el senador Penny Wright, un estudiante becario de leyes y colega de debates, rindió homenaje a Mees en el Senado de Australia. Más recientemente fue reconocido por sus logros en los honores de Australia Day 2014, a título póstumo concedido la Medalla de la Orden de Australia (OAM) para "el servicio de transporte público y el urbanismo como un académico y defensor de la creación de ciudades sostenibles".